# Евдоким Кокинакис
Евдоким (на гръцки: Ευδόκιμος, Евдокимос) е гръцки духовник, митрополит на Вселенската патриаршия.

## Биография
Роден е като Михаил Кокинакис (Μιχαήλ Κοκκινάκης) в 1923 година в Агиос Томас на Крит. Учи в Ираклио и в 1939 година заминава за Света гора, където в 1940 година се замонашва в Ксиропотам под името Евдоким. В 1942 година е ръкоположен за дякон. Остава в манастира до 1946 година, когато започва да учи в Богословския факултет на Солунския университет. Завършва в 1950 година и е ръкоположен за презвитер в Гюмюрджина в 1954 година от митрополит Тимотей Маронийски, който го ръкополага и за архимандрит. Служи като настоятел на катедралата „Света София“ в Гюмюрджина и протосингел на Маронийската и Гюмюрджинска епархия.
В 1959 година се мести във Волос и става главен свещеник на катедралната църква „Свети Николай“ и преподавател в църковното училище в града.
От 1962 до 1975 г. по покана на архиепископ Яков Американски е архиерейски наместник в Ню Йорк. Преподава в гръцкото училище в Бруклин и е главен редактор на списание „Кимисис тис Теотоку“.
През 1975 г. се завръща в Гърция и в 1976 година става секретар на Светия Синод на Църквата на Гърция. От следващата година той е назначен за главен свещеник на църквата на „Свети Тома“ в Амбелокипи.
На 6 октомври 1984 г. е ръкоположен за елевтеруполски митрополит. При управлението му в Правища в епархията са построени 50 църкви.
Удавя се на 30 август 2003 година в морето край Кале чифлик (Неа Перамос). Погребан е на 31 август пред апсидата на катедралния храм „Свети Николай“ в Правища.